# リチャード・ブラント
リチャード・ブラント（Richard Brandt,1910年 - 1997年）は、米国の哲学者。
チャールズ・スティーブンソンやウィリアム・フランケナ（en:William Frankena）とともにミシガン大学でながらく研究にたずさわった。倫理学を専門とし、規範倫理学においては規則功利主義の立場をとる。アラン・ギバードにも大きな影響を与えた。著書に「Ethical Theory: The Problems of Normative and Critical Ethics」などがある。

## 参考書籍
- Gibbard, Allan (1990). "Wise Choices, Apt Feelings". Clarendon Press. viii. ISBN 0198249853.
- Richard B. Brandt (1959). "Ethical Theory: The Problems of Normative and Critical Ethics". Prentice-Hall.
- Richard B. Brandt (1979). "A Theory of the Good and the Right". Clarendon Press. ISBN 0198245505.